# Olympische Sommerspiele 2012/Teilnehmer (St. Vincent und die Grenadinen)
| Gelbes Symbol für Goldmedaillen mit stilisierten Olympischen Ringen | Graues Symbol für Silbermedaillen mit stilisierten Olympischen Ringen | Braundes Symbol für Bronzemedaillen mit stilisierten Olympischen Ringen |
| ------------------------------------------------------------------- | --------------------------------------------------------------------- | ----------------------------------------------------------------------- |
| —                                                                   | —                                                                     | —                                                                       |

St. Vincent und die Grenadinen nahmen in London an den Olympischen Spielen 2012 teil. Es war die insgesamt siebte Teilnahme an Olympischen Sommerspielen. Das St. Vincent and the Grenadines National Olympic Committee nominierte drei Athleten in zwei Sportarten.

## Teilnehmer nach Sportarten

### Leichtathletik
| Athleten          | Wettbewerb | Vorlauf                            | Vorlauf                            | Halbfinale                         | Halbfinale                         | Finale                             | Finale                             | Rang |
| Athleten          | Wettbewerb | Zeit                               | Rang                               | Zeit                               | Rang                               | Zeit                               | Rang                               | Rang |
| ----------------- | ---------- | ---------------------------------- | ---------------------------------- | ---------------------------------- | ---------------------------------- | ---------------------------------- | ---------------------------------- | ---- |
| Frauen            |            |                                    |                                    |                                    |                                    |                                    |                                    |      |
| Kineke Alexander  | 400 m      | DNF                                | DNF                                | DNF                                | DNF                                | DNF                                | DNF                                | –    |
| Männer            |            |                                    |                                    |                                    |                                    |                                    |                                    |      |
| Courtney Williams | 100 m      | in der Qualifikation ausgeschieden | in der Qualifikation ausgeschieden | in der Qualifikation ausgeschieden | in der Qualifikation ausgeschieden | in der Qualifikation ausgeschieden | in der Qualifikation ausgeschieden | –    |

### Schwimmen
| Athleten      | Wettbewerb    | Vorlauf | Vorlauf | Halbfinale | Halbfinale | Finale | Finale | Rang |
| Athleten      | Wettbewerb    | Zeit    | Rang    | Zeit       | Rang       | Zeit   | Rang   | Rang |
| ------------- | ------------- | ------- | ------- | ---------- | ---------- | ------ | ------ | ---- |
| Männer        |               |         |         |            |            |        |        |      |
| Tolga Akcayli | 50 m Freistil | 26,27 s | 5       | –          | –          | –      | –      | 45   |